# Hemibystra gabela
Hemibystra gabela là một loài tò vò trong họ Ichneumonidae.